# Minardi M186
Chronologie des modèles (1986)
Minardi M185B Minardi M187
La Minardi M186 est la deuxième monoplace de Formule 1 engagée par la Scuderia Minardi dans le cadre du championnat du monde de Formule 1 1986, à partir de la onzième manche de la saison, en Hongrie ; elle est pilotée par l'Italien Andrea De Cesaris tandis que son équipier Alessandro Nannini conserve la Minardi M185B, sauf pour le Grand Prix d'Autriche où ils échangent leurs voitures.
Conçue par l'ingénieur italien Giacomo Caliri, la M186 est mue par un moteur V6 turbocompressé Motori Moderni et est chaussée de pneumatiques Pirelli.

## Historique
La M186 fait ses débuts en compétition lors du Grand Prix de Hongrie, onzième manche du championnat du monde de Formule 1 1986. Ressemblante à la Ferrari F1-86 mais dépourvue de suspension active, elle est construite à un seul exemplaire, confié à Andrea De Cesaris, qui abandonne à la suite de la casse de son moteur moteur V6 Motori Moderni après s'être qualifié vingtième, alors qu'Alessandro Nannini, au volant de la Minardi M185B, s'est élancé depuis la dix-septième place.
Lors de la manche suivante, en Autriche, De Cesaris, peinant à mettre au point la nouvelle monoplace, échange sa voiture avec Nannini. Ce dernier, après une qualification en dix-huitième position, soit cinq places devant son équipier, abandonne au quatorzième tour à cause de la casse de sa suspension arrière-gauche qui le fait partir en tête-à-queue, alors qu'il occupait la douzième place.
En Italie, De Cesaris reprend la M186, mais, alors qu'il est toujours dominé par Nannini en qualifications, il subit une nouvelle défaillance de son moteur en course, après s'être accroché plus tôt avec Philippe Streiff (Tyrrell).
Au Portugal, De Cesaris domine pour la première fois son équipier en qualifications avec la M186 : parti seizième, il casse néanmoins sa suspension au quarante-sixième tour.
Le Grand Prix du Mexique est la seule épreuve de la saison pour laquelle la Scuderia Minardi franchit le drapeau à damiers : vingt-deuxième des qualifications, De Cesaris termine huitième, à deux tours du vainqueur, Gerhard Berger (Benetton-BMW), tandis que Nannini est quatorzième, avec quatre boucles de retard,,.
Pour la dernière manche de la saison, en Australie, De Cesaris, à bord d'un nouveau châssis, décroche la onzième place sur la grille de départ, mais abandonne après avoir déclenché par erreur son extincteur de bord alors qu'il était rentré aux stands pour changer ses pneumatiques,.
Si les observateurs considèrent la saison 1986 comme l'« annus horribilis » pour Minardi, la petite écurie italienne noue des liens avec la Scuderia Ferrari qui lui donne des pièces détachées et lui prête son circuit d'essais à Fiorano pour les tests, ce qui permet, d'après Giancarlo Minardi, d'accéder à des technologies que son équipe ne peut pas s'offrir, faute de moyens financiers suffisants.

## Résultats en championnat du monde de Formule 1
| Saison | Écurie          | Moteur                     | Pneumatiques | Pilotes            | Courses | Courses | Courses | Courses | Courses | Courses | Courses | Courses | Courses | Courses | Courses | Courses | Courses | Courses | Courses | Courses | Points inscrits | Classement |
| Saison | Écurie          | Moteur                     | Pneumatiques | Pilotes            | 1       | 2       | 3       | 4       | 5       | 6       | 7       | 8       | 9       | 10      | 11      | 12      | 13      | 14      | 15      | 16      | Points inscrits | Classement |
| ------ | --------------- | -------------------------- | ------------ | ------------------ | ------- | ------- | ------- | ------- | ------- | ------- | ------- | ------- | ------- | ------- | ------- | ------- | ------- | ------- | ------- | ------- | --------------- | ---------- |
| 1986   | Minardi F1 Team | Motori Moderni 615-90 V6 T | Pirelli      |                    | BRÉ     | ESP     | SMR     | MON     | BEL     | CAN     | DET     | FRA     | GBR     | ALL     | HON     | AUT     | ITA     | POR     | MEX     | AUS     | 0               | 12e        |
| 1986   | Minardi F1 Team | Motori Moderni 615-90 V6 T | Pirelli      | Andrea De Cesaris  |         |         |         |         |         |         |         |         |         |         | Abd.    |         | Abd.    | Abd.    | 8e      | Abd.    | 0               | 12e        |
| 1986   | Minardi F1 Team | Motori Moderni 615-90 V6 T | Pirelli      | Alessandro Nannini |         |         |         |         |         |         |         |         |         |         |         | Abd.    |         |         |         |         | 0               | 12e        |

Légende : ici 